# Matematik C
Svenska gymnasiala matematikkurser
- Matematik A ≈ Matematik 1
- Matematik B ≈ Matematik 2
- Matematik C ≈ Matematik 3
- Matematik D ≈ Matematik 3c
- Matematik E ≈ Matematik 4
- Matematik – diskret
- Matematik – breddning
- Matematik – specialisering

Matematik C är en kurs i gymnasieskolan i Sverige för elever som påbörjade sin undervisning före 2011 och har i stället ersatts av Matematik 3. Men kursen är inte ett kärnämne och därför inte obligatorisk på alla program. Kursen omfattar 100 poäng. Den är obligatorisk för bland annat dem som går på det naturvetenskapliga och det tekniska programmet. 
Tidigare var kursen obligatorisk på samhällsvetenskapsprogrammet med samhällsvetenskaplig inriktning, men det har numera avskaffats. Det är enligt Skolverket det främsta skälet till att andelen av alla elever som slutade gymnasieskolan som läst Matematik C minskat från 47% procent till 34% procent mellan 2000 och 2005.. Matematik C har fått två nya kurser efter sig enligt läroplanen 2011, och de två kurserna har två olika svårighetsgrader som riktar sig mot sina program på gymnasiet. De nya kurserna heter Matematik 3b och Matematik 3c. Där 3b är den lättare versionen och 3c är den svårare.
Nytt i kursen är bland annat derivata, logaritmer och geometriska serier.

## Kursinnehåll
- Logaritmer och potenser med reella exponenter.
- Polynom.
- Lösning av polynomekvationer av högre grad genom faktorisering.
- Summan av en geometrisk talföljd.
- Använda dator som hjälpmedel vid studie av matematiska modeller.
- Ändringskvot och derivata.
- Härledning av deriveringsregler för några grundläggande potensfunktioner, summor av funktioner samt enkla exponentialfunktioner och i samband därmed beskriva varför och hur talet e införs (hint derivering).
- Uppskatta funktions numeriska derivata grafiskt (ledtråd: lutning).[2]